# Abraham Rozanes
Abraham Rozanes, in französischen Texten auch Abraham fils de Haïm Rosanés, (* 1665; † 1745) war ein jüdischer Gelehrter des 18. Jahrhunderts und von 1720 bis 1745 Großrabbiner in Konstantinopel.